# Bom Jardim, Maranhão
Bom Jardim este un oraș în statul Maranhão (MA), Brazilia.